# 伊格爾克利夫 (喬治亞州)
伊格爾克利夫（英語：Eagle Cliff）是位於美國喬治亞州沃克縣的一個非建制地區。該地的面積和人口皆未知。

## 地理
伊格爾克利夫的座標為34°55′42″N 85°21′10″W / 34.92833°N 85.35278°W，而該地的平均海拔高度為226米（即741英尺）。